# Arne Helleryd
Bror Arne Lennart Helleryd, född 29 januari 1920 i Örebro, död 1 november 2009 i Allerums församling, var en svensk diplomat och ambassadör.

## Biografi
Helleryd var son till disponent Edvin Helleryd och Elsa Gustafson. Han tog studentexamen 1940 och blev diplomerad från Handelshögskolan i Göteborg 1945. Helleryd tjänstgjorde vid ambassaden i Nanking (Shanghai) 1946 innan han blev attaché vid Utrikesdepartementet (UD) 1951. Helleryd tjänstgjorde på ambassaden i Köpenhamn 1952, var ambassadsekreterare i Rio de Janeiro 1955, förste sekreterare vid UD 1959, byrådirektör där 1963, ambassadråd i Mexico City 1964, konsul i New York 1969, ambassadör i Guatemala City, San Salvador, Tegucigalpa, Managua, San José 1976–1978, ambassadör i Addis Abeba 1978–1982 och sändebud i Pretoria 1982–1985.
Helleryd gifte sig 1947 med Ida Vizenzinovich. Han var far till Cristina (född 1956). Arne Helleryd är begravd på Norra kyrkogården i Örebro.

## Utmärkelser
- Riddare av Danska Dannebrogsorden (RDDO)[2]
- Riddare av Finlands Lejons orden (RFinlLO)[2]